# 去共产主义化

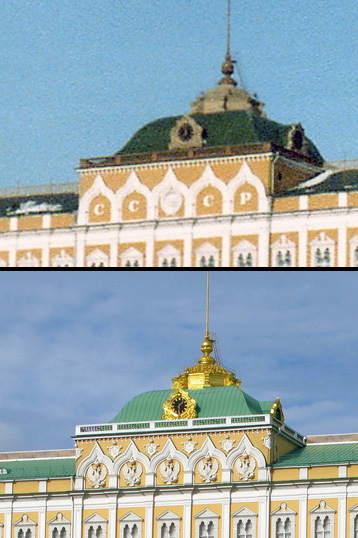
苏联解体以后大克里姆林宫正面的苏联国徽和俄文「СССР」（蘇聯）字样（上圖）被五个俄罗斯国徽双头鹰（下圖）取代

去共产主义化，或去共化（英語：decommunization）是前共产主义国家解体后消除其共产主义机构、文化以及心理遗产的过程。其有時被称为“政治清洗”（英語：political cleansing）。這個概念常被用于前东方集团与前苏联国家以表述其在後共產主義时代的法律及社会变化。
在一些国家，去共产主义化包括禁止共产主义徽标。虽然具有部分共通点，去共产主义化在各个后共产主义国家的方式并不相同。

## 去共产主义行为

### 东欧剧变
东欧剧变，西方社会称之为1989年系列革命，是指在1990年前后，东欧及中欧地区的共产主义国家中，民众推翻共产党一党制统治所引发的急剧政治变革。
东欧剧变始于波兰的团结工会运动，随后迅速蔓延至东德、捷克斯洛伐克、匈牙利、保加利亚、罗马尼亚等国。1989年席卷东欧的这一系列变革，使东欧地区摆脱了长达40年的共产主义统治，终结了共产党的一党专政。

### 苏联解体
1991年8月24日，苏联共产党中央委员会总书记戈尔巴乔夫宣布苏联共产党解散。
同日，俄罗斯总统叶利钦下令将苏共档案移交俄罗斯政府档案部门，并开始公开相关内容。8月25日，叶利钦宣布将苏共在俄罗斯的资产收归国有。11月6日，叶利钦发布行政命令，正式终止苏共在俄罗斯的所有活动。
12月25日，戈尔巴乔夫辞去苏联总统职务，克里姆林宫上空的苏联国旗被降下，象征着苏联的正式终结。

### 

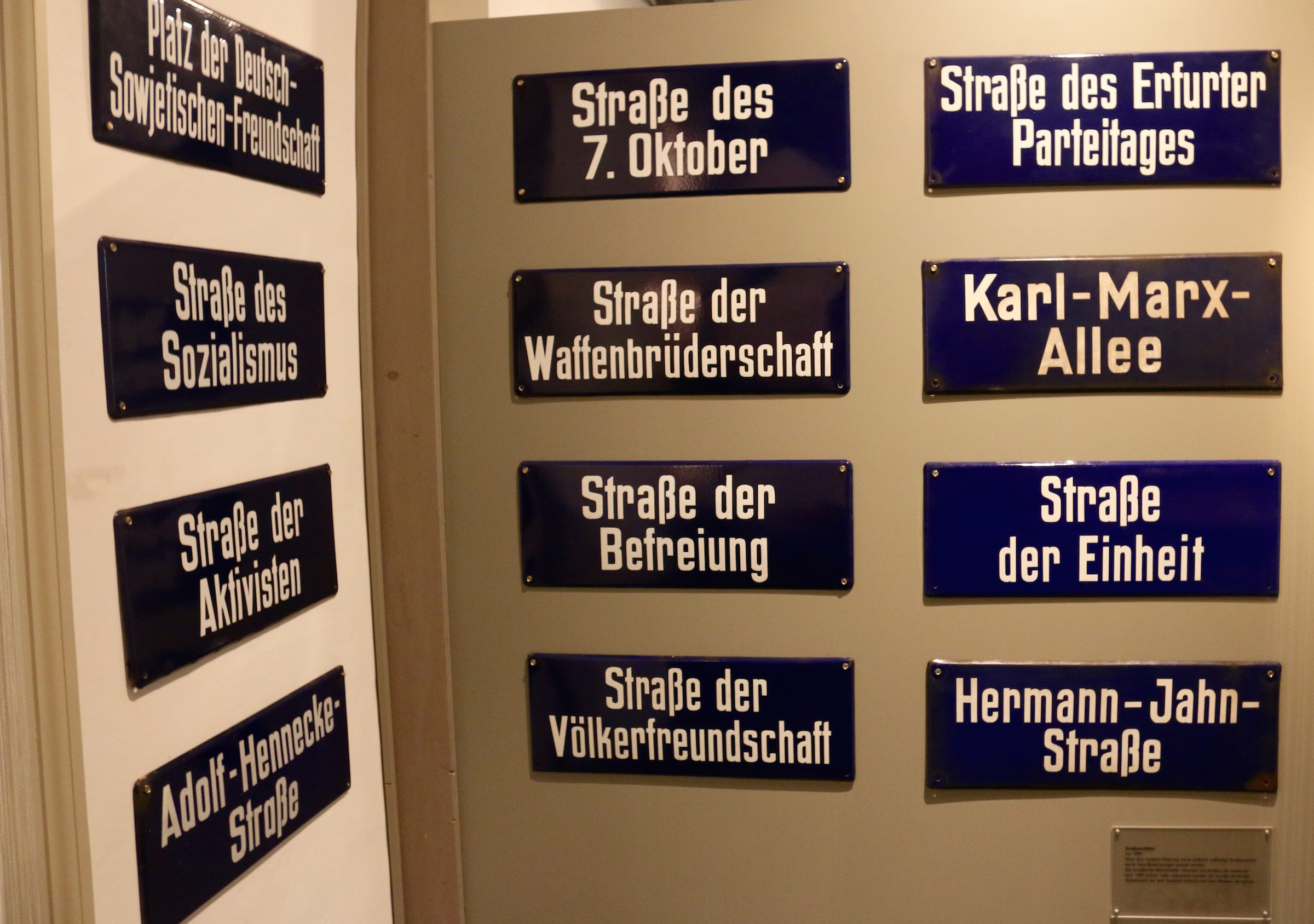
两德统一后埃尔福特市政府撤换东德时期的路牌并换新，原先的东德路牌保存于博物馆

### 德国

#### 德国统一
1961年8月13日，柏林墙开始修建，将德国首都柏林分割为东柏林与西柏林。柏林墙的建成使东西柏林之间的人员流动受到严格限制，许多民众为逃往西柏林而冒险翻越柏林墙，部分人因此付出了生命代价。
1989年，东欧剧变席卷整个地区，东德政府在民众持续高涨的抗议压力下，于11月9日宣布开放柏林墙，允许民众自由穿越东西柏林。随后，1990年6月，东德政府正式开始拆除柏林墙。柏林墙的倒塌成为德国统一进程的重要一步，1990年10月3日，东西德正式统一，标志着德国分裂状态的结束。

### 欧盟

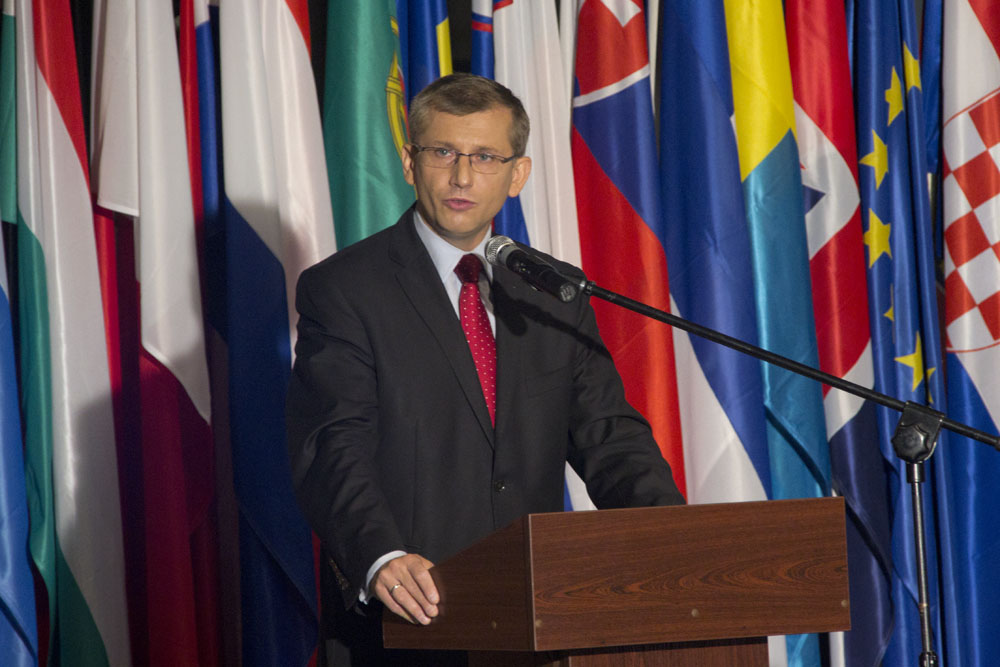
2011年，波蘭司法部長克日什托夫·克維亞特科夫斯基出席該國首次舉辦紀念日活動

2008年与2009年间，欧洲议会通过决议，将8月23日设立为“极权主义和专制政权受害者纪念日”。这一日期旨在纪念极权统治下的受害者，强调对人权与人类尊严的尊重。
2009年4月2日，欧洲议会通过《关于欧洲良知和极权主义》决议，谴责极权主义及专制政权对人类造成的历史性伤害。决议强调，20世纪极权统治导致数以百万计的人被迫害。议会呼吁欧洲各国保持对历史的关注，反对任何形式的极权主义，并明确谴责一切反人类罪和侵犯人权的行为。
《关于欧洲良知和极权主义》决议强调纪念历史事件的重要性，在2009年适逢柏林墙倒塌20周年，欧洲各国应借此机会反思历史，缅怀受害者，确保类似的悲剧不再重演。
2015年8月23日，欧盟启动筹备设立针对共产主义罪行的国际法庭。欧盟各国司法部长会议对此表示支持，认为“对历史罪行的审判有助于防止未来因意识形态导致的大规模暴行”。

### 捷克
1993年，捷克通过《关于共产主义政权的非法性和抵制共产主义政权的法案》。捷克2002年於首都布拉格豎立了共产主义受害者纪念雕像。國會眾議院2011年6月制訂《反共產主義運動法》以獎勵反共產主義戰士。是凡在1989年共產政權垮台以前，曾參與反抗共產主義運動者、包括已過世者的家屬，都將獲現金獎勵，並提高部分人的退休金或撫恤金。
2025年8月，捷克的刑法規定宣传共产主义就等於在宣傳纳粹主义。

### 乌克兰
乌克兰的去共产主义化行动集中于在2014年尊严革命及俄罗斯入侵克里米亚战争爆发后。2014年开始，乌克兰政府通过了相关法律，禁止共产主义符号以及纳粹主义符号。
乌克兰司法部于2014年发起诉讼，2015年12月基辅行政法院裁决取缔乌克兰共产党及相关组织，包括「工农共产党」和「乌克兰共产党（革新）」，并禁止其参与政治活动。
2014年，乌克兰各地加速拆除列宁像。同年秋季议会大选中，乌克兰共产党未能进入议会，这是苏联解体后该党首次被排除在乌克兰议会之外。
2015年，乌克兰政府在二战胜利70周年前夕，内阁总理亚采纽克表示将推动立法，谴责并取缔共产主义及纳粹宣传，禁止相关意识形态。乌克兰文化部长指出，共产党极权在统治期间通过国家恐怖主义手段对国家造成了严重破坏。
2022年2月，在俄乌危机升级后，俄罗斯总统弗拉基米尔·普京宣称现代乌克兰由苏联共产党建立，是弗拉基米尔·列宁等共产党员人为从俄罗斯分裂出去的。他还称将展示“真正的去共化”，暗示否认乌克兰的存在和领土完整。

### 波蘭
波蘭2016年5月實施《去共產主義法》，禁止宣傳共產主義、專制極權制度，全國各地更改廣場、街道、道路、橋樑等具有共產主義、專制極權制度色彩的命名與地名。2017年10月21日再施行修正案，一年內要推倒境內所有象徵共產主義、專制極權的塑像、紀念碑、路堤、浮雕及各種標誌。

### 柬埔寨
2013年10月16日，柬埔寨特别法庭在柬埔寨首都金边开庭，并对农谢和乔森潘等前红色高棉领导人犯下的屠杀罪名进行审判。柬埔寨特别法庭是专为审判波尔布特政权在国际框架下，由联合国与柬埔寨共管的法制机构。目前已有一名红色高棉高层领导人康克由被定罪，被判终身监禁。

## 相关纪念日
8月23日
- 欧洲斯大林主义和纳粹主义受害者纪念日，又称极权主义和专制政权受害者纪念日，是根据欧洲议会于2008/2009年度通过的《关于欧洲良知和极权主义》决议设立的。决议谴责极权主义和共产主义统治，强调对历史罪行的反思与纪念。1939年8月23日，苏联与纳粹德国签署《德苏互不侵犯条约》，秘密协议中划分了东欧势力范围。欧洲斯大林主义和纳粹主义受害者纪念日旨在缅怀因大规模驱逐与灭绝而失去生命的受害者，宣扬民主与人权价值，强调对人类尊严与公正的维护，同时促进欧洲的和平与稳定。[17]。
- 黑丝带日：纪念1989年8月23日，欧洲波罗的海三国（爱沙尼亚、拉脱维亚和立陶宛）约200万人参与的和平示威活动，组成全长约600公里的人链，抗议1939年8月23日苏联与纳粹德国签订的《德苏互不侵犯条约》及其附加的秘密协议，反对苏联对波罗的海国家的占领与统治。加拿大政府已正式承认8月23日为黑丝带日。[18]。